# 魏德尔反应
魏德尔反应（也称Weidel-Kossel reaction），由奥地利化学家胡戈·魏德尔发明，是用于鉴定尿酸或黄嘌呤的试验。将试样溶于含有少量硝酸的氯水中，水浴蒸发，然后再通入氨气。若有红紫色出现，则证明试样中有黄嘌呤的存在。